# مدار ۸ درجه شمالی
مدار ۸ درجه شمالی، دایره‌ای از عرض جغرافیایی است که در ۸ درجهٔ شمالی خط استوا قرار دارد.

## گذر از مناطق
از نصف‌النهار مبدأ شروع می‌شود و به سمت مشرق ۸ درجه شمالی از موارد زیر گذر می‌کند:
| مختصات‌ها                                           | کشور، قلمرو یا دریا    | توضیحات |
| -------------------------------------------------- | ---------------------- | --- |
| ۸°۰′ شمالی ۰°۰′ شرقی / ۸٫۰۰۰°شمالی ۰٫۰۰۰°شرقی      | غنا                    | Passing through دریاچه ولتا |
| ۸°۰′ شمالی ۰°۳۶′ شرقی / ۸٫۰۰۰°شمالی ۰٫۶۰۰°شرقی     | توگو                   | |
| ۸°۰′ شمالی ۱°۳۸′ شرقی / ۸٫۰۰۰°شمالی ۱٫۶۳۳°شرقی     | بنین                   | |
| ۸°۰′ شمالی ۲°۴۲′ شرقی / ۸٫۰۰۰°شمالی ۲٫۷۰۰°شرقی     | نیجریه                 | |
| ۸°۰′ شمالی ۱۲°۱۳′ شرقی / ۸٫۰۰۰°شمالی ۱۲٫۲۱۷°شرقی   | کامرون                 | |
| ۸°۰′ شمالی ۱۵°۲۵′ شرقی / ۸٫۰۰۰°شمالی ۱۵٫۴۱۷°شرقی   | چاد                    | |
| ۸°۰′ شمالی ۱۸°۱′ شرقی / ۸٫۰۰۰°شمالی ۱۸٫۰۱۷°شرقی    | جمهوری آفریقای مرکزی   | |
| ۸°۰′ شمالی ۲۴°۵۸′ شرقی / ۸٫۰۰۰°شمالی ۲۴٫۹۶۷°شرقی   | سودان جنوبی            | |
| ۸°۰′ شمالی ۳۳°۲′ شرقی / ۸٫۰۰۰°شمالی ۳۳٫۰۳۳°شرقی    | اتیوپی                 | |
| ۸°۰′ شمالی ۴۶°۵۹′ شرقی / ۸٫۰۰۰°شمالی ۴۶٫۹۸۳°شرقی   | سومالی / اتیوپی border | |
| ۸°۰′ شمالی ۴۷°۵۹′ شرقی / ۸٫۰۰۰°شمالی ۴۷٫۹۸۳°شرقی   | سومالی                 | |
| ۸°۰′ شمالی ۴۹°۵۳′ شرقی / ۸٫۰۰۰°شمالی ۴۹٫۸۸۳°شرقی   | اقیانوس هند            | Passing through the دریای عرب · Into the Eight Degree Channel - گذرکردن از جنوب Minicoy Island, هند · And into the دریای لاکادیو - گذرکردن از جنوب Cape Comorin, هند |
| ۸°۰′ شمالی ۷۹°۴۳′ شرقی / ۸٫۰۰۰°شمالی ۷۹٫۷۱۷°شرقی   | سری‌لانکا               | |
| ۸°۰′ شمالی ۸۱°۳۰′ شرقی / ۸٫۰۰۰°شمالی ۸۱٫۵۰۰°شرقی   | اقیانوس هند            | خلیج بنگال |
| ۸°۰′ شمالی ۹۳°۲۰′ شرقی / ۸٫۰۰۰°شمالی ۹۳٫۳۳۳°شرقی   | هند                    | جزایر آندامان و نیکوبار - جزیرهٔ Katchal, Camorta و Nancowry |
| ۸°۰′ شمالی ۹۳°۳۴′ شرقی / ۸٫۰۰۰°شمالی ۹۳٫۵۶۷°شرقی   | اقیانوس هند            | دریای آندامان |
| ۸°۰′ شمالی ۹۸°۱۷′ شرقی / ۸٫۰۰۰°شمالی ۹۸٫۲۸۳°شرقی   | تایلند                 | جزیرهٔ پوکت |
| ۸°۰′ شمالی ۹۸°۲۵′ شرقی / ۸٫۰۰۰°شمالی ۹۸٫۴۱۷°شرقی   | Phang Nga Bay          | |
| ۸°۰′ شمالی ۹۸°۳۵′ شرقی / ۸٫۰۰۰°شمالی ۹۸٫۵۸۳°شرقی   | تایلند                 | جزیرهٔ Ko Yao Yai |
| ۸°۰′ شمالی ۹۸°۳۶′ شرقی / ۸٫۰۰۰°شمالی ۹۸٫۶۰۰°شرقی   | Phang Nga Bay          | |
| ۸°۰′ شمالی ۹۸°۵۸′ شرقی / ۸٫۰۰۰°شمالی ۹۸٫۹۶۷°شرقی   | تایلند                 | |
| ۸°۰′ شمالی ۱۰۰°۱۹′ شرقی / ۸٫۰۰۰°شمالی ۱۰۰٫۳۱۷°شرقی | خلیج تایلند            | |
| ۸°۰′ شمالی ۱۰۴°۴′ شرقی / ۸٫۰۰۰°شمالی ۱۰۴٫۰۶۷°شرقی  | دریای جنوبی چین        | |
| ۸°۰′ شمالی ۱۱۶°۵۷′ شرقی / ۸٫۰۰۰°شمالی ۱۱۶٫۹۵۰°شرقی | فیلیپین                | جزیره بالاباک |
| ۸°۰′ شمالی ۱۱۷°۴′ شرقی / ۸٫۰۰۰°شمالی ۱۱۷٫۰۶۷°شرقی  | دریای سولو             | |
| ۸°۰′ شمالی ۱۲۲°۱۷′ شرقی / ۸٫۰۰۰°شمالی ۱۲۲٫۲۸۳°شرقی | فیلیپین                | جزیرهٔ میندانائو |
| ۸°۰′ شمالی ۱۲۶°۲۴′ شرقی / ۸٫۰۰۰°شمالی ۱۲۶٫۴۰۰°شرقی | اقیانوس آرام           | گذرکردن از جنوب Kayangel atoll, پالائو · گذرکردن از جنوب Pikelot island, ایالات فدرال میکرونزی                                                                       |
| ۸°۰′ شمالی ۱۶۸°۵′ شرقی / ۸٫۰۰۰°شمالی ۱۶۸٫۰۸۳°شرقی  | جزایر مارشال           | Namu Atoll |
| ۸°۰′ شمالی ۱۶۸°۱۱′ شرقی / ۸٫۰۰۰°شمالی ۱۶۸٫۱۸۳°شرقی | اقیانوس آرام           | گذرکردن از جنوب Aur Atoll, جزایر مارشال · گذرکردن از جنوب Burica Point, پاناما · گذرکردن از شمال Islas Secas, پاناما                                                 |
| ۸°۰′ شمالی ۸۱°۴۰′ غربی / ۸٫۰۰۰°شمالی ۸۱٫۶۶۷°غربی   | پاناما                 | |
| ۸°۰′ شمالی ۸۰°۲۴′ غربی / ۸٫۰۰۰°شمالی ۸۰٫۴۰۰°غربی   | اقیانوس آرام           | خلیج پاناما |
| ۸°۰′ شمالی ۷۸°۲۵′ غربی / ۸٫۰۰۰°شمالی ۷۸٫۴۱۷°غربی   | پاناما                 | |
| ۸°۰′ شمالی ۷۷°۱۲′ غربی / ۸٫۰۰۰°شمالی ۷۷٫۲۰۰°غربی   | کلمبیا                 | Passing through the Gulf of Urabá |
| ۸°۰′ شمالی ۷۲°۲۵′ غربی / ۸٫۰۰۰°شمالی ۷۲٫۴۱۷°غربی   | ونزوئلا                | |
| ۸°۰′ شمالی ۶۰°۸′ غربی / ۸٫۰۰۰°شمالی ۶۰٫۱۳۳°غربی    | Disputed area          | Controlled by گویان، ادعا شده توسط ونزوئلا |
| ۸°۰′ شمالی ۵۹°۶′ غربی / ۸٫۰۰۰°شمالی ۵۹٫۱۰۰°غربی    | اقیانوس اطلس           | |
| ۸°۰′ شمالی ۱۲°۵۳′ غربی / ۸٫۰۰۰°شمالی ۱۲٫۸۸۳°غربی   | سیرالئون               | |
| ۸°۰′ شمالی ۱۰°۳۶′ غربی / ۸٫۰۰۰°شمالی ۱۰٫۶۰۰°غربی   | لیبریا                 | |
| ۸°۰′ شمالی ۹°۲۵′ غربی / ۸٫۰۰۰°شمالی ۹٫۴۱۷°غربی     | گینه                   | |
| ۸°۰′ شمالی ۸°۳′ غربی / ۸٫۰۰۰°شمالی ۸٫۰۵۰°غربی      | ساحل عاج               | |
| ۸°۰′ شمالی ۲°۴۱′ غربی / ۸٫۰۰۰°شمالی ۲٫۶۸۳°غربی     | غنا                    | Passing through دریاچه ولتا |